# Alexandra Ripley

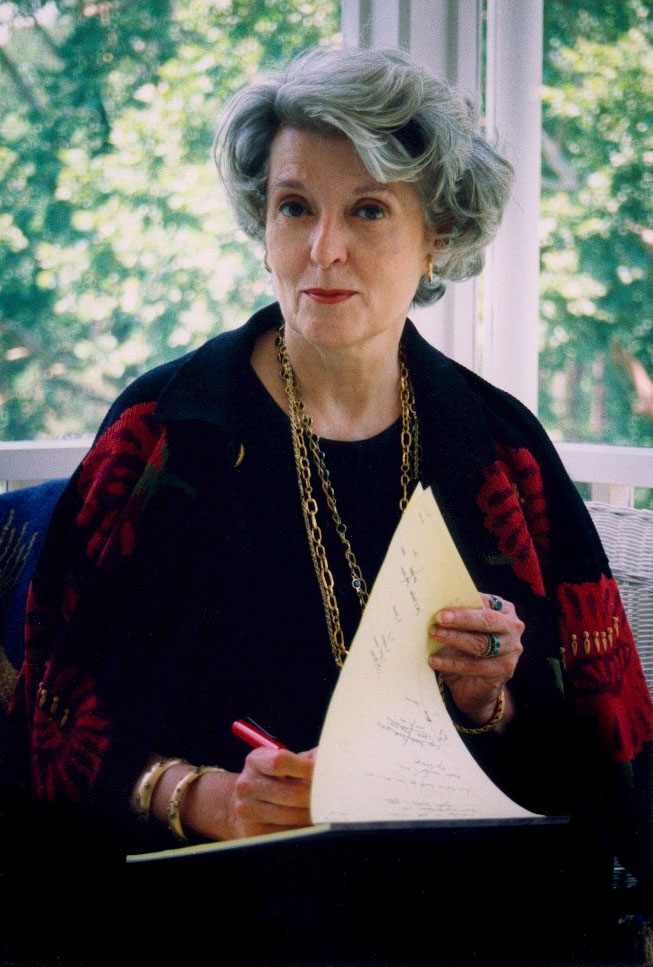
Alexandra Ripley (1999)

Alexandra Ripley (* 8. Januar 1934 in Charleston, South Carolina; † 10. Januar 2004 in Richmond, Virginia) war eine US-amerikanische Schriftstellerin.
Sie veröffentlichte ihren ersten Roman im Jahre 1972. Fortan schrieb sie zumeist Historienromane. Einer breiten Öffentlichkeit wurde sie mit ihrem Buch Scarlett bekannt, einer Fortsetzung des Romans Vom Winde verweht von Margaret Mitchell. Sie war dreimal verheiratet: mit Leonard Ripley, von ihm hatte sie zwei Töchter, mit Thomas Garlock und mit John Graham.

## Werke
- 1972: Who's the Lady in the President's Bed?
- 1981: Charleston
- 1984: On Leaving Charleston  (Deutscher Titel: Auf Wiedersehen, Charleston)
- 1985: The Time Returns  (Deutscher Titel: Morgenrot)
- 1987: New Orleans Legacy  (Deutscher Titel: New Orleans)
- 1991: Scarlett (Platz 1 der Spiegel-Bestsellerliste vom 21. Oktober 1991 bis zum 9. Februar 1992)
- 1994: From Fields of Gold  (Deutscher Titel: Virginia)
- 1997: A Love Divine